# بازی‌های آسیایی ۲۰۱۰
بازی‌های آسیایی ۲۰۱۰ (به چینی: ۲۰۱۰年亚洲运动会) که با عنوان بازی‌های آسیایی XVI (به چینی: 第十六届亚洲运动会) هم شناخته می‌شود، یک رویداد چند ورزشی می‌باشد که از ۱۲ تا ۲۷ نوامبر ۲۰۱۰ در گوانگ‌ژو، گوانگ‌دونگ، چین برگزار شد، گرچه از ۷ نوامبر ۲۰۱۰ چندین رویداد آغاز شده بود. این دومین بار بود که چین میزبان بازی‌ها بود و گوانگ‌ژو هم پس از پکن، در سال ۱۹۹۰، دومین شهر چینی بود که میزبان بازی‌های آسیایی می‌شد. در مجموع ۹۷۰۴ ورزشکار از ۴۵ کمیته ملی المپیک (NOC) در ۴۷۶ رویداد از ۴۲ رشتهٔ ورزشی (۲۸ ورزش المپیکی و ۱۴ ورزش غیر المپیکی) با هم به رقابت پرداختند و آن را تبدیل به بزرگ‌ترین دورهٔ برگزار شده در تاریخ بازی‌ها تا آن زمان کردند.
این بازی‌ها به میزبانی مشترک سه شهر همسایهٔ فوشان، دونگوان و شانوی برگزار شد و توسط نخست‌وزیر ون جیابائو در جزیرهٔ هایزینشا افتتاح شد. در مجموع ۵۳ محل برگزاری از جمله ۱۱ محلی که به منظور استفاده در این بازی‌ها ساخته شده بودند، برای استفاده در این بازی‌ها به کار گرفته شدند. طرح نشان‌وارهٔ این دورهٔ بازی‌های آسیایی براساس افسانه‌ای پیرامون شهر گوانگ‌ژو می‌باشد و این نشان‌واره، «تپهٔ مجسمهٔ سنگی پنج بز» که نماد شهر میزبان می‌باشد را به سبک خوشنویسی نشان داده است.
مراسم افتتاحیه و اختتامیه در امتداد رود پرل در جزیرهٔ هایزینشا برگزار شد و این برای اولین‌بار در تاریخ بود که مراسم افتتاحیهٔ یک رویداد بزرگ ورزشی در داخل ورزشگاه برگزار نمی‌شد.
در بخش مدال‌ها، چین در صدر قرار گرفت و پس از آن کره‌جنوبی و ژاپن دوم و سوم شدند. چین با کسب ۱۹۹ نشان طلا، رکورد جدیدی را در بازی‌ها به ثبت رساند. در این رویداد سه رکورد جهانی و ۱۰۳ رکورد آسیایی توسط رقابت‌کنندگان شکسته شد. همچنین، ماکائو و بنگلادش نخستین مدال‌های طلای خود در بازی‌های آسیایی را به دست آوردند. به علاوه، لین دان، دارندهٔ نشان زرین مسابقات بدمینتون انفرادی مردان به عنوان باارزش‌ترین ورزشکار انتخاب شد. شیخ احمد الفهد الاحمد الصباح، رئیس شورای المپیک آسیا، با عناوینی چون «شاخص» و «یکی از بهترین‌ها» این بازی‌ها را مورد ستایش خود قرار داد.

## انتخاب میزبان
کاندیداها:
1. گوانگ‌ژو-چین
2. کوالا لامپور-مالزی
3. امان-اردن
4. سئول-کره جنوبی{برای دومین بار}

انتخاب: گوانگ ژو
محل رای‌گیری: دوحه-قطر

نشان‌وارهٔ نامزدی گوانگ‌ژو برای بازی‌های آسیایی ۲۰۱۰.

شورای المپیک آسیا (OCA)، در ۱ ژوئیه ۲۰۰۴ و در جریان بیست و سومین نشست عمومی خود در دوحه، قطر، محل برگزاری بازی‌های آسیایی ۲۰۰۶، گوانگ‌ژو را به عنوان میزبان بازی‌های آسیایی ۲۰۱۰ انتخاب کرد.
سئول و امان پیش از این که میزبان بازی‌ها توسط OCA برگزیده شود، از پیشنهاد میزبانی خود صرف‌نظر کردند و بدین ترتیب دو شهر گوانگ‌ژو و کوالا لامپور در رقابت برای کسب میزبانی باقی ماندند. سئول با نظر به فاصلهٔ زمانی کوتاه بین سال‌های ۲۰۰۲ و ۲۰۱۰ و از آن‌جایی که بوسان، میزبان بازی‌های آسیایی ۲۰۰۲ شده بود، از پیشنهاد خود مبنی بر میزبانی، صرف‌نظر کرد.
کمیتهٔ ارزیابی شورای المپیک آسیا به سرپرستی کلسو دایریت، معاون وقت رئیس این شورا، وضعیت دو رقیب نهایی را مورد بررسی قرار داد.
کوالا لامپور پس از انتشار بیانیه‌ای توسط دولت مالزی که در ۱۵ آوریل ۲۰۰۴ انتشار یافت، پیشنهاد خود برای میزبانی را پس گرفت. در این بیانیه، دولت مالزی اعلام کرد که به دلیل هزینهٔ بالای میزبانی بازی‌ها، از پیشنهاد شورای المپیک مالزی مبنی بر میزبانی کوالا لامپور پشتیبانی نخواهد کرد.

## فرایند توسعه و آماده‌سازی

### هزینه‌ها
در ۱۱ مارس ۲۰۰۵، لین شوزن دبیر وقت کمیتهٔ شهرداری گوانگ‌ژو از حزب کمونیست چین (CPC)، گفت که این بازی‌ها «بیش از ۲ میلیارد یوان هزینه نخواهد داشت»، برخلاف گزارش قبلی، که ادعا می‌کرد این هزینه می‌تواند از ۲۰۰ میلیارد یوان فراتر رود.
در مارس ۲۰۰۹، فانگ دآئر، مدیر بازاریابی بازی‌ها، ادعا کرد که بازی‌ها به دلیل عدم حمایت مالی و بحران مالی جهانی با کمبود بودجه مواجه است. یک برآورد غیررسمی هزینه‌های بازی‌ها را در حدود ۴۲۰ میلیون دلار و درآمد آن را ۴۵۰ میلیون دلار آمریکا برآورد می‌کند.
در تاریخ ۱۳ اکتبر ۲۰۱۰، وان کینگ‌لیانگ، شهردار وقت گوانگ‌ژو، در یک کنفرانس مطبوعاتی به‌طور رسمی فاش کرد که کل هزینه‌های بازی‌های آسیایی و بازی‌های پاراآسیایی در حدود ۱۲۲٬۶ میلیارد یوان (۱۸٬۳۷ میلیارد دلار) است و ۱۰۹ میلیارد یوان برای زیرساخت‌های شهری و حدود ۶٬۳ میلیارد برای ساخت و نوسازی مکان‌های برگزاری بازی‌ها و مقدار ۷٬۳ میلیارد هم برای عملیات‌های مختلف مربوط به بازی‌ها هزینه شده است.
براساس گزارش ژانگ جی‌مینگ، رئیس بخش مالی این شهر، قرار بود جزئیات کامل هزینه‌ها پیش از سال ۲۰۱۳ منتشر شود. بعدها گزارش شد که گوانگ‌ژو پس از برگزاری این بازی‌ها، ۳۲ میلیارد دلار (۲۱۰ میلیارد یوان) بدهی ایجاد کرده است.

### داوطلبان
برنامهٔ ویژهٔ داوطلبان برای بازی‌های آسیایی ۲۰۱۰ در ساعت ۹ بعد از ظهر روز ۲۱ آوریل ۲۰۰۹، با هدف‌گذاری بر روی ۶۰ هزار داوطلب برای بازی‌های آسیایی آغاز شد. به داوطلبان تی شرت آستین کوتاه سبز رنگ، تی‌شرت آستین بلند سبز رنگ، کت ورزشی، شلوار، بطری آب، یک جفت کفش ورزشی و کیف کمری برای استفاده داده شد.

### حمل مشعل

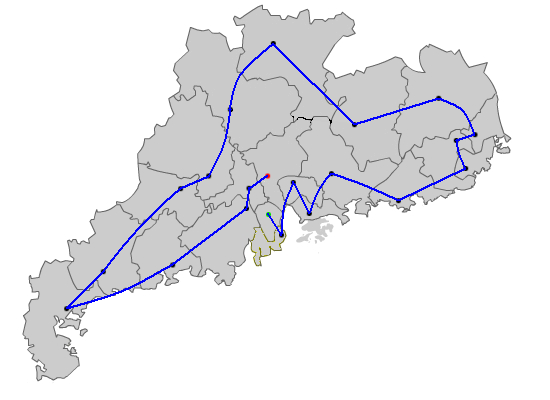
مسیر حمل مشعل

در سپتامبر ۲۰۰۹، دو طرح مشعل برای بازی‌های آسیایی ۲۰۱۰ فهرست شدند.
طرحی به نام «جزر و مد» با کنار زدن طرح دیگر به نام «شاهکار» توسط برگزارکنندگان به عنوان مشعل بازی‌ها انتخاب شد. «جزر و مد» ۹۸ گرم وزن و ۷۰ سانتی‌متر طول دارد و شکل آن، بلند و سرراست است و در عین حال از نظر تصویری، پویاست.
مسیر حمل مشعل در ۴ مارس ۲۰۱۰ رونمایی شد.
بنا به دلایل مالی، مشعل در محدودهٔ استان گوانگ‌دونگ باقی ماند و مقرر شد تا ۲۱ شهر بزرگ استان را طی کند.
شعلهٔ مشعل در روز ۹ اکتبر ۲۰۱۰ در دیوار بزرگ چین روشن شد و به سمت معبد آسمان در پکن حرکت کرد. همان‌طور که در ابتدا برنامه‌ریزی شده بود ۲۱ شهر در فهرست حمل آن حضور داشتند و انتظار می‌رفت حمل آن از ۲۱ اکتبر تا ۱۲ نوامبر ۲۰۱۰ به طول بینجامد. با این حال، دو شهر دیگر - چانگچون و هایانگ، که به ترتیب میزبان بازی‌های آسیایی زمستانی ۲۰۰۷ و بازی‌های آسیایی ساحلی ۲۰۱۲ بودند، در ۱۵ اکتبر ۲۰۱۰ به مدت یک روز به مسیر اضافه شدند و تعداد حمل کنندگان مشعل به ۲٬۰۶۸ نفر افزایش پیدا کرد.

### حوزهٔ بازاریابی و محصولات

#### نشان رسمی بازی‌ها
نشان رسمی این بازی‌ها در ۲۶ نوامبر ۲۰۰۶ در تالار یادبود سون یات-سن رونمایی شد. این نماد، نمایشی از «مجسمهٔ پنج بز» (五羊 雕像) در گوانگ‌ژو می‌باشد که با یک راه در حال حرکت ترکیب شده است. بز، در سنت چینی، یک نعمت است و برای مردم را شانس می‌آورد، در حالی که شهر میزبان، گوانگ‌ژو به عنوان «شهر بز» شناخته می‌شود. نماد نارنجی و زرد نیز شبیه شعلهٔ مشعل می‌باشد.

#### عروسک رسمی بازی‌ها

عروسک رسمی بازی‌های آسیایی شانزدهم

عروسک رسمی این بازی‌ها پنج قوچ ورزشی می‌باشد.
آن‌ها در ۲۸ آوریل ۲۰۰۸، در بایون، مرکز بین‌المللی همایش‌ها و نمایشگاه‌های گوانگ‌ژو رونمایی شدند.
این پنج قوچ شامل چهار قوچ که با نام‌های کوتاه و یک قوچ که با نام بلند - آ ژیانگ (祥)، آ هه (和)، آ رو (如)، آ یی (意) و لی یانگ‌یانگ (樂洋洋) نامگذاری شده‌اند، می‌باشد.
آ ژیانگ به معنای خجستگی و فرخندگی است، آ هه به معنی یگانگی و هماهنگی است، آ رو و آ یی به معنای رضایت و شعف از یک آرزو هستند و لی یانگ‌یانگ به معنای شادی است.
وقتی نام چینی این پنج قوچ باهم نامیده می‌شوند به معنای واقعی کلمه پیام‌آور «سعادت و فرخندگی، هماهنگی، رضایت و شعف، موفقیت و شادی» هستند (祥和如意樂洋洋).

#### مدال بازی‌ها
طرح مدال بازی‌ها با مضمون «جادهٔ دریایی ابریشم» در ۲۹ سپتامبر ۲۰۱۰ در قصر کودکان شمارهٔ ۲ گوانگ‌ژو رونمایی شد. در یک سمت این مدال نشان شورای المپیک آسیا و گل کپوک گوانگ‌ژو و در سمت دیگر آن تصویر جادهٔ دریایی ابریشم و نشان بازی‌ها نمایان است.
تصویر جادهٔ دریایی ابریشم، یک قایق چینی را که در حال حرکت در دریا است را به تصویر می‌کشد و گوانگ‌ژو را به عنوان نقطهٔ شروع جادهٔ دریایی ابریشم، یک مرکز تجاری و بندر مهم در منطقه جنوب چین معرفی می‌کند.

#### شعار بازی‌ها
شعار بازی‌های آسیاد ۲۰۱۰ «بازی‌های هیجان‌انگیز، آسیای هماهنگ»، (به چینی: 激情盛会，和谐亚洲) می‌باشد.
این شعار انتخاب شده، بیانگر هدف بازی‌های آسیایی که مبتنی بر آرمان‌ها و ارزش‌های المپیک است، می‌باشد و هدف آن ایجاد فضای رقابتی برای ورزشکاران شرکت‌کننده همراه با ترویج وحدت، صلح و دوستی در بین آسیایی‌ها بدون در نظر گرفتن تفاوت در نژاد، ملیت، اعتقادات دینی و مذهبی و زبان است.

#### تبلیغات
دو سال پیش از شروع بازی‌ها، تور «جادهٔ آسیا» در مرکز ورزشی تیان‌هی برای تبلیغ بازی‌ها در منطقه برگزار شد.
در ۱۲ نوامبر ۲۰۰۹، مراسمی در سالن ورزشی گوانگ‌ژو برگزار شد تا نقطهٔ عطف یک-ساله پیش از بازی‌ها را نشان دهد.

#### بازرگانی
در روز ۳۰ آوریل ۲۰۰۸ و دو روز پس از رونمایی از عروسک بازی‌ها، برگزار کنندگان این رویداد، فروش محصولات دارای مجوز را آغاز کردند.
در ۷ مه ۲۰۰۹، «Southern Metropolis Daily» قراردادی را با کمیتهٔ برگزاری بازی‌های آسیایی گوانگ‌ژو (GAGOC) به امضا رساند و تبدیل به فروشندهٔ آنلاین انحصاری محصولات دارای مجوز آسیاد شانزدهم شد.

#### موسیقی
مضمون آهنگ رسمی در ۳۰ سپتامبر ۲۰۱۰ منتشر شد و «گردهمایی و دیدار دوباره» (به چینی: 重逢 [چونگ‌فنگ]) نام داشت.
این آهنگ توسط وو لیکون با متن نوشته شده‌ای از ژوی رونکای ساخته شده است. در حالی که نسخه انگلیسی توسط چن نینگ یانگ، فیزیکدان چینی-آمریکایی و همسرش، ونگ فن، ترجمه شده است.
این ترانه همچنین توسط سان نان و بلا یائو (姚贝娜) اجرا شد. سپس سان نان، دوباره آن را با مائو امین برای یک نماهنگ اجرا کرد. این ترانه از یک کمپین درخواست برای آهنگ‌های بازی‌های آسیایی که ۱۶۰۰ مورد را دریافت کرده بود، انتخاب شد. ۳۶ مورد از این ترانه‌های انتخاب شده، به عنوان آهنگ بازی‌ها منتشر شدند.

### مکان‌ها

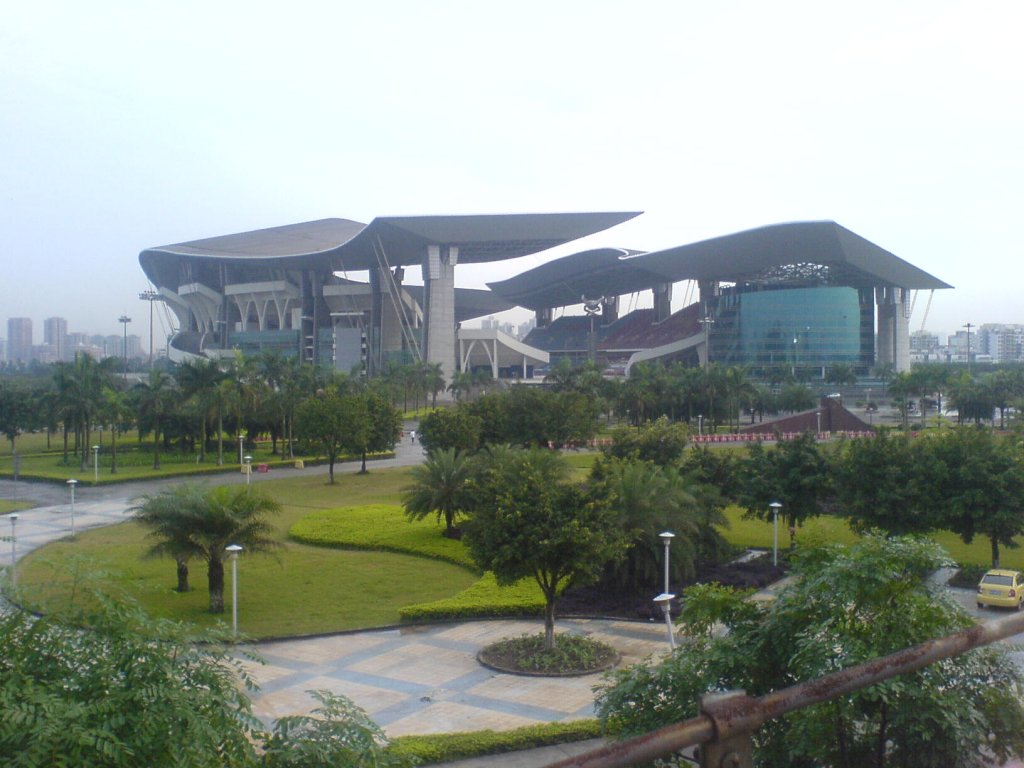
ورزشگاه المپیک گوانگ‌دونگ برای برگزاری تمامی رویدادهای دو و میدانی استفاده شد.

در مجموع ۵۳ محل رقابت و ۱۷ محل برای تمرین برای بازی‌ها استفاده شد که چهار محل رقابت در خارج از گوانگ‌ژو قرار داشت. رویدادها در ۴۲ مکانی که از قبل موجود بود، برگزار شد. یازده محل رقابت و یک محل تمرین برای بازی‌ها ساخته شد، در حالی که بقیهٔ مکان‌ها بازسازی شده بودند.
مکان دیگر مورد استفاده، شهرک بازی‌های آسیایی بود که شامل دهکدهٔ ورزشکاران، دهکدهٔ مسئولان فنی، دهکدهٔ رسانه، مرکز رسانه‌ای اصلی و مرکز پخش بین‌المللی است.
برگزارکنندگان بازی‌ها فاش کردند که کل سرمایه‌گذاری بالغ بر ۱۵ میلیارد یوان بوده است.
در ۱۹ آوریل ۲۰۰۹، برگزارکنندگان جزیرهٔ هایزینشا به همراه رود پرل را به عنوان محل برگزاری مراسم افتتاحیه و اختتامیه انتخاب کردند که تنها محلی بود که برای انجام بخش رقابت‌ها نبود.
دهکدهٔ ورزشکاران در شهرک بازی‌های آسیایی در مساحت ۳۲۹٬۰۲۴ متر مربع ساخته شده است و ۳۵۴۹ واحد آپارتمان در ۴۹ ساختمان دارد.

### حمل و نقل

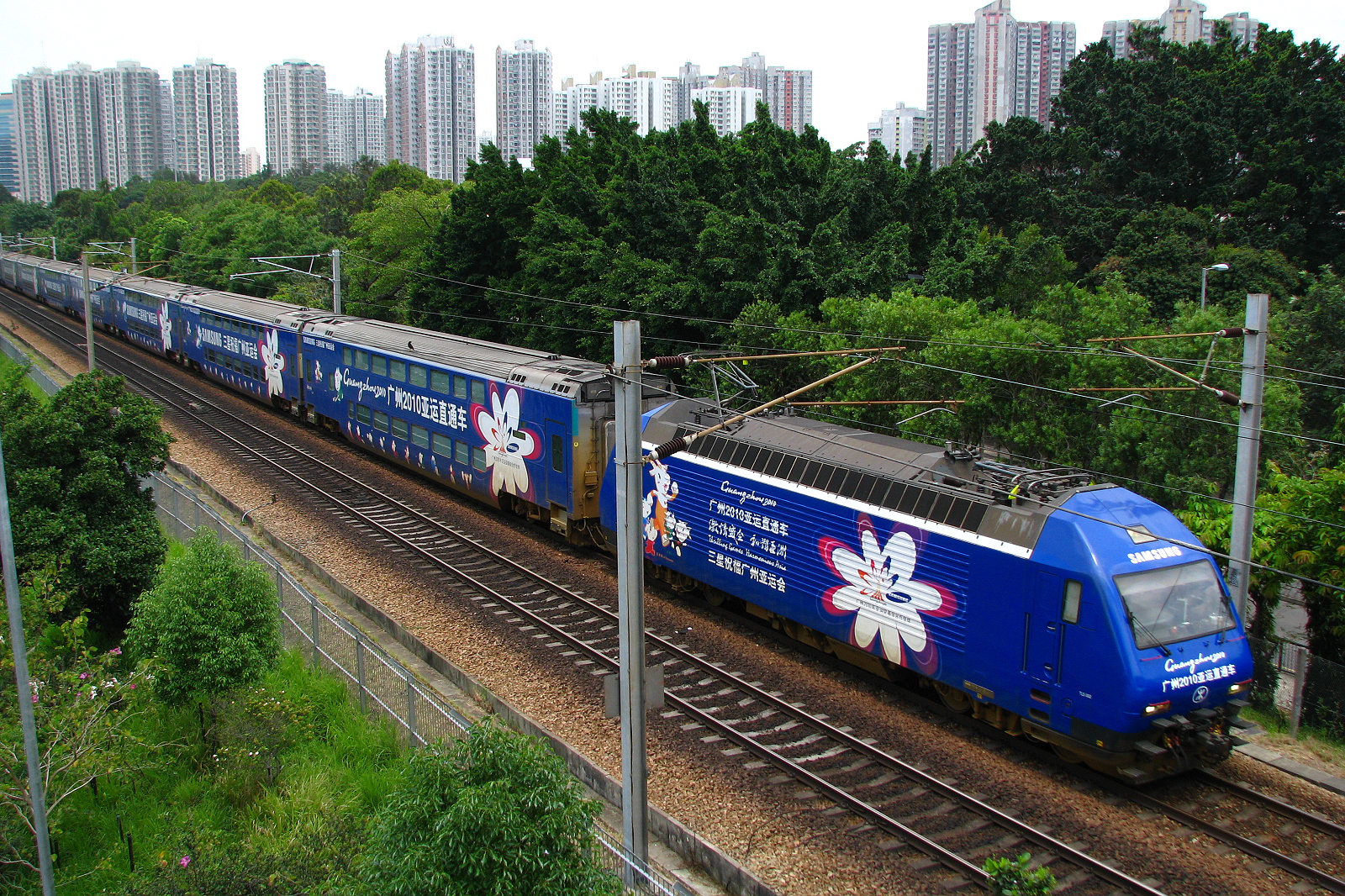
قطار KTT برای تبلیغ بازی‌ها تزیین شده است.

زیرساخت‌های حمل و نقل عمومی گوانگ‌ژو به عنوان بخشی از تمهیدات برای این بازی‌ها به‌طور قابل توجه‌ای گسترش یافت. فرودگاه بین‌المللی بایون گوانگ‌ژو به منظور پشتیبانی از حجم انبوه مسافران، در قرارداد با Crisplant به‌روز شد.
در ۲۶ دسامبر ۲۰۰۹، خط جدید قطار تندرو ووهان–گوانگ‌ژو برای کوتاه شدن زمان سفر بین دو مقصد، افتتاح شد.
دولت به منظور کاهش تراکم ترافیک و آلودگی هوا، دستور کاهش ۴۰ درصدی وسایل نقلیه را صادر کرد و ۱۰۰۰ دستگاه اتوبوس را برای استفاده در طی این بازی‌ها و بازی‌های پارا پیشنهاد داد.
دولت همچنین پیشنهاد سواری رایگان برای حمل و نقل عمومی در طی ماه برگزاری بازی‌ها را داشت، اما یک هفته قبل از بازی‌ها به دلیل واکنش شدید و غافلگیرکنندهٔ شهروندان لغو شد.
در عوض، دولت پیشنهاد کرد که ۱۵۰ یوان (۲۲٬۶۶ دلار آمریکا) یارانه نقدی با اقامت دائم به هر خانوار به منظور رفت و آمد داده شود.

## مراسم افتتاحیه

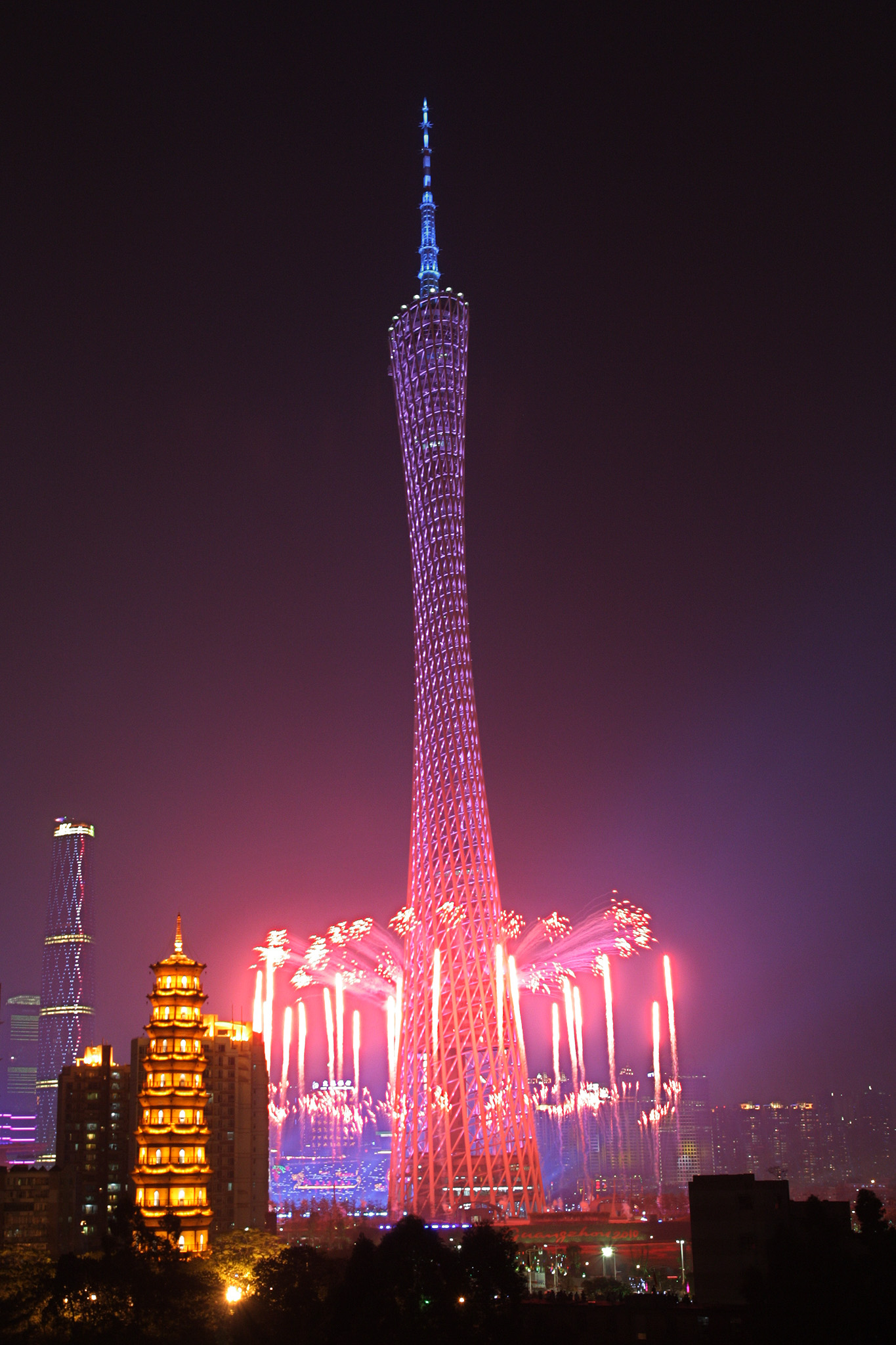
نمایی از آتش‌بازی در برج کانتون

مراسم افتتاحیه در ۱۲ نوامبر برگزار شد. برای نخستین بار در تاریخ بازی‌های آسیایی، این مراسم در یک ورزشگاه برگزار نمی‌شد. در عوض، آن را در جزیرهٔ هایزینشا، با استفاده از رودخانهٔ پرل و برج کانتون به عنوان نقاط کانونی برگزار کردند. این مراسم به کارگردانی چن ویا، دستیار کارگردان المپیک ۲۰۰۸ در پکن برگزار شد و حدود ۶۰۰۰ بازیگر نمایش‌ها را به اجرا گذاشتند. در این آیین گشایش نخست‌وزیر چین، ون جیابائو، رئیس‌جمهور پاکستان، آصف‌علی زرداری، نخست‌وزیر تایلند، آبهیسیت وجاجیوا، دبیر ارشد دولت هنگ‌کنگ، هنری تانگ، و همچنین رئیس شورای المپیک آسیا (OCA)، احمد الفهد الاحمد الصباح و ژاک روگ، رئیس کمیته بین‌المللی المپیک حضور داشتند. این مراسم به مدت سه ساعت به طول انجامید و همراه با مراسم اختتامیه حدود ۳۸۰ میلیون یوان (۵۷٬۴ میلیون دلار آمریکا) هزینه دربرداشت.
در این مراسم، ورزشکاران در امتداد رودخانهٔ پرل به رژه پرداختند. در این مراسم نمایش آب - با موضوع نمایش هنرها و فرهنگ گوانگ‌ژو اجرا شد.
آخرین حامل مشعل، هه چونگ، شیرجه‌رویی بود که آتشدان (پاتیل) را روشن کرد.
پس از این که ترقهٔ سنتی چینی آتش زده شد، شعلهٔ گلولهٔ نورانی به بالای برج رسید که پاتیل در آن قرار داشت.
این مراسم بازخوردهای مثبتی داشت. ژاک روگ این مراسم را «خارق‌العاده» دانست و گفت که این شهر توانایی «میزبانی المپیک» را نشان داد. حسین المسلم، مدیرکل OCA نیز با بیان این‌که این مراسم بی‌نظیر و «انصافاً بهتر از المپیک پکن [در مراسم افتتاحیه]» بود، این مراسم را مورد ستایش خود قرار داد.

## ورزش‌ها
در آسیاد شانزدهم ۴۷۶ رویداد در ۴۲ رشتهٔ ورزشی برگزار شد، ۲۶ رشتهٔ ورزشی که در المپیک لندن ۲۰۱۲ به همراه ۱۶ رشتهٔ ورزشی غیر المپیکی. ۴۲۴ رویداد در ۳۹ رشتهٔ ورزشی در بازی‌های ۲۰۰۶ برگزار شد و این نشان از افزایش رویدادها و رشته‌ها در بازی‌های ۲۰۱۰ دارد. شورای المپیک آسیا (OCA) با ورود رشتهٔ کریکت (بیست۲۰) به بازی‌ها موافقت کرد، همچنین رویدادهای رشته‌های رقص ورزشی، دراگون بوت (قایق اژدها)، گو و رول‌اسکیت در گوانگ‌ژو به انجام رسید. به دنبال انتقاد از نحوه و کیفیت داوری در رقابت‌های رشتهٔ بدن‌سازی در بازی‌های سال ۲۰۰۶، این رشته در سال ۲۰۱۰ از برنامه رقابت‌ها کنار گذاشته شد.
| - تیراندازی با کمان - دو و میدانی - بدمینتون - بیسبال - بسکتبال - والیبال ساحلی - بولینگ - بوکس - کانوئینگ - شطرنج - بیلیارد - دوچرخه‌سواری | - شیرجه - رقص ورزشی - دراگون بوت - سوارکاری - شمشیربازی - هاکی روی چمن - فوتبال - گو - گلف - ژیمناستیک - هندبال - جودو | - کبدی - کاراته - پنج‌گانه مدرن - روئینگ - راگبی هفت نفره - رول‌اسکیت - قایقرانی بادبانی - سپک تاکرا - تیراندازی - سافت‌بال - سافت تنیس - اسکواش | - شنا - شنای موزون - تنیس روی میز - تکواندو - تنیس - سه‌گانه - والیبال - واترپلو - وزنه‌برداری - کشتی - ووشو - ژیانگ‌کی |

## کشورهای شرکت‌کننده
تمام ۴۵ عضو شورای المپیک آسیا در سال ۲۰۱۰ در عضویت این نهاد بودند در بازی‌های آسیایی ۲۰۱۰ حضور پیدا کردند. به کمیته ملی المپیک‌ها دستور داده شد تا پیش از ۳۰ سپتامبر ۲۰۱۰، مدارک خود را ارسال کنند. برگزار کنندگان به تمام کمیته‌های ملی المپیک (NOC) اجازه دادند بعد از مهلت مقرر، نام ورودی‌های اضافی و جایگزین‌های آسیب دیدگان خود را ارسال کنند. پس از اتمام مهلت نهایی ثبت نام، حدود ۹٬۷۰۴ ورزشکار، و همچنین ۴٬۷۵۰ مسئول تیم در این مسابقات شرکت کردند که ۱۸۴ ورزشکار از بازی‌های آسیایی قبلی در دوحه بیشتر بود. براساس اعلام وب سایت رسمی بازی‌ها، ورزشکاران کویتی در این بازی‌ها تحت پرچم المپیک شرکت کردند زیرا کمیتهٔ المپیک کویت به دلیل دخالت‌های سیاسی دولت این کشور در ژانویه ۲۰۱۰ به حالت تعلیق درآمد.
در فهرست زیر کلیهٔ کمیته‌های ملی المپیک شرکت‌کننده دیده می‌شود. تعداد ورزشکاران هر کشور در داخل پرانتز مشخص شده است.
| کمیته‌های ملی المپیک شرکت‌کننده در بازی‌های آسیایی ۲۰۱۰ |
| --- |
| - افغانستان (۶۶) - بحرین (۸۲) - بنگلادش (۱۵۰) - بوتان (۱۱) - برونئی (۹) - کامبوج (۲۲) - چین (۹۶۰) (میزبان) - هنگ کنگ (۴۰۱) - هند (۶۲۶) - اندونزی (۲۱۶) - ایران (۳۶۲) - عراق (۴۲) - ژاپن (۷۲۶) - اردن (۸۶) - قزاقستان (۳۶۵) - کره شمالی (۱۸۸) - کره جنوبی (۷۸۸) - ورزشکاران کویت (۱۱) - قرقیزستان (۱۳۵) - لائوس (۵۳) - لبنان (۴۹) - ماکائو (۱۶۸) - مالزی (۳۲۵) - مالدیو (۸۲) - مغولستان (۲۱۹) - میانمار (۶۹) - نپال (۱۴۰) - عمان (۵۲) - پاکستان (۱۶۹) - فلسطین (۴۱) - فیلیپین (۱۸۸) - قطر (۲۵۰) - عربستان سعودی (۱۶۴) - سنگاپور (۲۴۰) - سری‌لانکا (۱۰۴) - سوریه (۴۴) - چین تایپه (۳۹۹) - تاجیکستان (۶۷) - تایلند (۵۹۳) - تیمور شرقی (۲۳) - ترکمنستان (۱۱۱) - امارات متحده عربی (۸۴) - ازبکستان (۲۲۰) - ویتنام (۲۶۰) - یمن (۳۲) |

## تقویم
| اف | مراسم افتتاحیه | ● | رویدادهای مقدماتی | ۱ | رویدادهای نشان طلا | اخ | مراسم اختتامیه |

| نوامبر               | نوامبر               | هفتم یک | هشتم دو | نهم سه | دهم چهار | یازدهم پنج | دوازدهم آدینه | سیزدهم شنبه | چهاردهم یک | پانزدهم دو | شانزدهم سه | هفدهم چهار | هجدهم پنج | نوزدهم آدینه | بیستم شنبه | بیست‌ویکم یک | بیست‌ودوم دو | بیست‌وسوم سه | بیست‌وچهارم چهار | بیست‌وپنجم پنج | بیست‌وششم آدینه | بیست‌وهفتم شنبه | رویدادها       |
| -------------------- | -------------------- | ------- | ------- | ------ | -------- | ---------- | ------------- | ----------- | ---------- | ---------- | ---------- | ---------- | --------- | ------------ | ---------- | ----------- | ----------- | ----------- | --------------- | ------------- | -------------- | -------------- | -------------- |
| مراسم‌ها              | مراسم‌ها              |         |         |        |          |            | اف            |             |            |            |            |            |           |              |            |             |             |             |                 |               |                | اخ             | —              |
| ورزش‌های آبی          | شنای موزون           |         |         |        |          |            |               |             |            |            |            |            |           | ۱            | ۱          | ۱           |             |             |                 |               |                |                | ۵۳             |
| ورزش‌های آبی          | شیرجه                |         |         |        |          |            |               |             |            |            |            |            |           |              |            |             | ۲           | ۲           | ۲               | ۲             | ۲              |                | ۵۳             |
| ورزش‌های آبی          | شنا                  |         |         |        |          |            |               | ۶           | ۶          | ۷          | ۷          | ۶          | ۶         |              |            |             |             |             |                 |               |                |                | ۵۳             |
| ورزش‌های آبی          | واترپلو              |         |         |        |          |            |               | ●           | ●          | ●          | ●          | ۱          |           | ●            | ●          | ●           | ●           | ●           |                 | ۱             |                |                | ۵۳             |
| تیراندازی با کمان    | تیراندازی با کمان    |         |         |        |          |            |               |             |            |            |            |            |           | ●            | ●          | ۱           | ۱           | ۱           | ۱               |               |                |                | ۴              |
| دو و میدانی          | دو و میدانی          |         |         |        |          |            |               |             |            |            |            |            |           |              |            | ۶           | ۶           | ۸           | ۴               | ۱۱            | ۱۰             | ۲              | ۴۷             |
| بدمینتون             | بدمینتون             |         |         |        |          |            |               | ●           | ●          | ۲          | ●          | ●          | ●         | ۱            | ۲          | ۲           |             |             |                 |               |                |                | ۷              |
| بیسبال               | بیسبال               |         |         |        |          |            |               | ●           | ●          | ●          |            | ●          | ●         | ۱            |            |             |             |             |                 |               |                |                | ۱              |
| بسکتبال              | بسکتبال              |         |         |        |          |            |               | ●           | ●          | ●          | ●          | ●          | ●         | ●            | ●          | ●           | ●           |             | ●               | ۱             | ۱              |                | ۲              |
| بازی‌های تخته‌ای       | شطرنج                |         |         |        |          |            |               | ●           | ●          | ●          | ۲          |            | ●         | ●            | ●          | ●           | ●           | ●           | ●               | ●             | ۲              |                | ۹              |
| بازی‌های تخته‌ای       | گو                   |         |         |        |          |            |               |             |            |            |            |            |           |              | ●          | ●           | ۱           | ●           | ●               | ●             | ۲              |                | ۹              |
| بازی‌های تخته‌ای       | ژیانگ‌کی              |         |         |        |          |            |               | ●           | ●          | ●          | ●          | ●          | ●         | ۲            |            |             |             |             |                 |               |                |                | ۹              |
| بولینگ               | بولینگ               |         |         |        |          |            |               |             |            | ۱          | ۱          | ۱          | ۱         | ●            | ۲          | ●           | ۴           | ●           | ۲               |               |                |                | ۱۲             |
| بوکس                 | بوکس                 |         |         |        |          |            |               |             |            |            | ●          | ●          | ●         | ●            | ●          | ●           | ●           |             |                 | ۶             | ۷              |                | ۱۳             |
| کانوئینگ             | اسلالوم              |         |         |        |          |            |               | ●           | ۲          | ●          | ۲          |            |           |              |            |             |             |             |                 |               |                |                | ۱۶             |
| کانوئینگ             | اسپرینت              |         |         |        |          |            |               |             |            |            |            |            |           |              |            |             | ●           | ●           |                 | ۶             | ۶              |                | ۱۶             |
| کریکت                | کریکت                |         |         |        |          |            |               | ●           | ●          | ●          | ●          | ●          | ●         | ۱            | ●          | ●           | ●           | ●           | ●               | ●             | ۱              |                | ۲              |
| بیلیارد              | بیلیارد              |         |         |        |          |            |               | ●           | ۲          | ۲          | ۱          | ۱          | ۲         | ۱            | ۱          |             |             |             |                 |               |                |                | ۱۰             |
| دوچرخه‌سواری          | بی‌ام‌ایکس             |         |         |        |          |            |               |             |            |            |            |            |           | ۲            |            |             |             |             |                 |               |                |                | ۱۸             |
| دوچرخه‌سواری          | کوهستان              |         |         |        |          |            |               |             |            |            |            |            | ۲         |              |            |             |             |             |                 |               |                |                | ۱۸             |
| دوچرخه‌سواری          | جاده                 |         |         |        |          |            |               |             |            |            |            |            |           |              | ۲          |             | ۱           | ۱           |                 |               |                |                | ۱۸             |
| دوچرخه‌سواری          | پیست                 |         |         |        |          |            |               | ۱           | ۳          | ●          | ۲          | ۴          |           |              |            |             |             |             |                 |               |                |                | ۱۸             |
| رقص ورزشی            | رقص ورزشی            |         |         |        |          |            |               | ۵           | ۵          |            |            |            |           |              |            |             |             |             |                 |               |                |                | ۱۰             |
| دراگون بوت           | دراگون بوت           |         |         |        |          |            |               |             |            |            |            |            | ۲         | ۲            | ۲          |             |             |             |                 |               |                |                | ۶              |
| سوارکاری             | سوارکاری             |         |         |        |          |            |               |             | ۱          | ●          |            | ۱          | ●         | ●            | ۲          |             | ۱           |             | ۱               |               |                |                | ۶              |
| شمشیربازی            | شمشیربازی            |         |         |        |          |            |               |             |            |            |            |            | ۲         | ۲            | ۲          | ۲           | ۲           | ۲           |                 |               |                |                | ۱۲             |
| فوتبال               | فوتبال               | ●       | ●       | ●      | ●        | ●          |               | ●           | ●          | ●          | ●          |            | ●         | ●            | ●          |             | ۱           | ●           |                 | ۱             |                |                | ۲              |
| گلف                  | گلف                  |         |         |        |          |            |               |             |            |            |            | ●          | ●         | ●            | ۴          |             |             |             |                 |               |                |                | ۴              |
| ژیمناستیک            | هنری                 |         |         |        |          |            |               | ۱           | ۱          | ۲          | ۵          | ۵          |           |              |            |             |             |             |                 |               |                |                | ۱۸             |
| ژیمناستیک            | ریتمیک               |         |         |        |          |            |               |             |            |            |            |            |           |              |            |             |             |             |                 | ۱             | ۱              |                | ۱۸             |
| ژیمناستیک            | ترامپولین            |         |         |        |          |            |               |             |            |            |            |            |           |              |            | ●           | ۲           |             |                 |               |                |                | ۱۸             |
| هندبال               | هندبال               |         |         |        |          |            |               | ●           | ●          | ●          | ●          | ●          | ●         | ●            | ●          | ●           | ●           | ●           | ●               | ●             | ۲              |                | ۲              |
| هاکی روی چمن         | هاکی روی چمن         |         |         |        |          |            |               | ●           | ●          | ●          | ●          | ●          | ●         | ●            | ●          | ●           | ●           | ●           | ۱               | ۱             |                |                | ۲              |
| جودو                 | جودو                 |         |         |        |          |            |               | ۴           | ۴          | ۴          | ۴          |            |           |              |            |             |             |             |                 |               |                |                | ۱۶             |
| کبدی                 | کبدی                 |         |         |        |          |            |               |             |            |            |            |            |           |              |            |             | ●           | ●           | ●               | ●             | ۲              |                | ۲              |
| کاراته               | کاراته               |         |         |        |          |            |               |             |            |            |            |            |           |              |            |             |             |             | ۵               | ۴             | ۴              |                | ۱۳             |
| پنج‌گانه مدرن         | پنج‌گانه مدرن         |         |         |        |          |            |               |             |            |            |            |            |           |              |            |             |             | ۲           | ۲               |               |                |                | ۴              |
| رول‌اسکیت             | رول‌اسکیت             |         |         |        |          |            |               |             |            |            |            |            |           |              |            |             |             | ۴           | ۲               | ●             | ۳              |                | ۹              |
| روئینگ               | روئینگ               |         |         |        |          |            |               |             | ●          | ●          | ●          |            | ۷         | ۷            |            |             |             |             |                 |               |                |                | ۱۴             |
| راگبی هفت نفره       | راگبی هفت نفره       |         |         |        |          |            |               |             |            |            |            |            |           |              |            | ●           | ●           | ۲           |                 |               |                |                | ۲              |
| قایقرانی بادبانی     | قایقرانی بادبانی     |         |         |        |          |            |               |             | ●          | ●          | ●          | ●          |           | ●            | ۱۴         |             |             |             |                 |               |                |                | ۱۴             |
| سپک تاکرا            | سپک تاکرا            |         |         |        |          |            |               |             |            |            | ●          | ●          | ●         | ●            | ۲          |             | ●           | ●           | ۲               | ●             | ●              | ۲              | ۶              |
| تیراندازی            | تیراندازی            |         |         |        |          |            |               | ۶           | ۴          | ۸          | ۴          | ۶          | ۴         | ۴            |            | ۴           |             | ۲           | ۲               |               |                |                | ۴۴             |
| سافت‌بال              | سافت‌بال              |         |         |        |          |            |               |             |            |            |            |            |           | ●            | ●          | ●           | ●           | ●           |                 | ●             | ۱              |                | ۱              |
| سافت تنیس            | سافت تنیس            |         |         |        |          |            |               | ●           | ۲          | ۱          | ●          | ۲          | ●         | ۲            |            |             |             |             |                 |               |                |                | ۷              |
| اسکواش               | اسکواش               |         |         |        |          |            |               |             |            |            |            |            | ●         | ●            | ●          | ۲           | ●           | ●           | ●               | ۲             |                |                | ۴              |
| تنیس روی میز         | تنیس روی میز         |         |         |        |          |            |               | ●           | ●          | ●          | ۲          | ●          | ●         | ۳            | ۲          |             |             |             |                 |               |                |                | ۷              |
| تکواندو              | تکواندو              |         |         |        |          |            |               |             |            |            |            | ۴          | ۴         | ۴            | ۴          |             |             |             |                 |               |                |                | ۱۶             |
| تنیس                 | تنیس                 |         |         |        |          |            |               | ●           | ●          | ●          | ۲          | ●          | ●         | ●            | ●          | ●           | ۳           | ۲           |                 |               |                |                | ۷              |
| سه‌گانه               | سه‌گانه               |         |         |        |          |            |               | ۱           | ۱          |            |            |            |           |              |            |             |             |             |                 |               |                |                | ۲              |
| والیبال              | والیبال ساحلی        |         |         |        |          |            |               |             |            | ●          | ●          | ●          | ●         | ●            | ●          | ●           | ●           | ۱           | ۱               |               |                |                | ۴              |
| والیبال              | والیبال              |         |         |        |          |            |               | ●           | ●          | ●          | ●          | ●          | ●         | ●            | ●          | ●           | ●           | ●           | ●               | ●             | ۱              | ۱              | ۴              |
| وزنه‌برداری           | وزنه‌برداری           |         |         |        |          |            |               | ۲           | ۲          | ۲          | ۲          | ۲          | ۲         | ۳            |            |             |             |             |                 |               |                |                | ۱۵             |
| کشتی                 | کشتی                 |         |         |        |          |            |               |             |            |            |            |            |           |              |            | ۳           | ۳           | ۳           | ۳               | ۳             | ۳              |                | ۱۸             |
| ووشو                 | ووشو                 |         |         |        |          |            |               | ۲           | ۲          | ۲          | ۲          | ۷          |           |              |            |             |             |             |                 |               |                |                | ۱۵             |
| مدال روزانهٔ رویدادها | مدال روزانهٔ رویدادها |         |         |        |          |            |               | ۲۸          | ۳۵         | ۳۱         | ۳۶         | ۴۰         | ۳۲        | ۳۶           | ۴۰         | ۲۱          | ۲۷          | ۳۰          | ۲۸              | ۳۹            | ۴۸             | ۵              | ۴۷۶            |
| مجموع کلی            | مجموع کلی            |         |         |        |          |            |               | ۲۸          | ۶۳         | ۹۴         | ۱۳۰        | ۱۷۰        | ۲۰۲       | ۲۳۸          | ۲۷۸        | ۲۹۹         | ۳۲۶         | ۳۵۶         | ۳۸۴             | ۴۲۳           | ۴۷۱            | ۴۷۶            | ۴۷۶            |
| نوامبر               | نوامبر               | هفتم یک | هشتم دو | نهم سه | دهم چهار | یازدهم پنج | دوازدهم آدینه | سیزدهم شنبه | چهاردهم یک | پانزدهم دو | شانزدهم سه | هفدهم چهار | هجدهم پنج | نوزدهم آدینه | بیستم شنبه | بیست‌ویکم یک | بیست‌ودوم دو | بیست‌وسوم سه | بیست‌وچهارم چهار | بیست‌وپنجم پنج | بیست‌وششم آدینه | بیست‌وهفتم شنبه | مجموع رویدادها |

## مراسم اختتامیه
مراسم اختتامیه در روز ۲۷ نوامبر، ساعت ۲۰:۰۶ به وقت محلی و با حضور ۳۵٬۰۰۰ نفر آغاز شد. این نمایش با موضوع «آهنگ خود را این‌جا بگذار» آغاز شد که شامل اجرای موسیقی و رقص کشورهای چین، هند، اندونزی، لبنان، ژاپن، قزاقستان و مغولستان بود.
در این مراسم ترانه‌هایی از فرهنگ‌های مختلف - هندی «ساآجان جی قار آیه» و «آئو ره جومو ره»، اندونزیایی «سینگ سینگ سو» و ژاپنی «ساکورا» اجرا شد.
هنرمندان مختلفی از تایوان، هنگ‌کنگ و سرزمین اصلی چین، «بازگشت پیروزمندانه» (凯旋) را اجرا کردند. از جملهٔ این اجرا کنندگان می‌توان به الن تام، لئو کو و هاکن لی اشاره کرد.
در این مراسم، یک بخش هشت‌دقیقه‌ای به اینچئون اختصاص پیدا کرد. این بخش با اجرای گروه رقص محلی در لباس‌های سنتی کره‌ای، نمایندگان تکواندو و رین، خواننده و بازیگر کره‌ای، همراه بود.
سونگ یونگ-گیل، شهردار اینچئون پرچم بازی‌ها را برای بازی‌های ۲۰۱۴ دریافت نمود.
مراسم اختتامیه با اجرای ترانه‌های «همه» (每一个人) و «برای آسیا خوشحال باشید» (为亚细亚喝彩) به پایان رسید.

## جدول مدال‌ها
چین برای هشتمین بار پیاپی و با کسب رکوردی جدید در کسب مدال‌های طلا (۱۹۹ مدال طلا) در یک دورهٔ بازی‌ها، موفق به کسب رتبهٔ نخست در جدول مدال‌ها شد. چین، رکورد پیشین خود را که با کسب ۱۸۳ نشان طلا در بازی‌های آسیایی ۱۹۹۰ در پکن، چین به‌دست آمده بود، بهبود بخشید. ماکائو و بنگلادش به ترتیب نخستین مدال طلای خود در بازی‌های آسیایی را در رشته‌های ووشو و کریکت کسب کردند. ۳۵ کشور (به جز کویت که زیر پرچم المپیک رقابت کرد) موفق به کسب نشان شدند و از این تعداد، ۲۸ کمیتهٔ ملی المپیک، حداقل یک مدال طلا به‌دست آوردند. بدین ترتیب ۹ کشور نتوانستند به هیچ مدالی در این بازی‌ها دست پیدا کنند.
  *   کشور میزبان (چین)
| رتبه            | کشور                     | طلا | نقره | برنز | مجموع |
| --------------- | ------------------------ | --- | ---- | ---- | ----- |
| ۱               | چین (CHN)*               | ۱۹۹ | ۱۱۹  | ۹۸   | ۴۱۶   |
| ۲               | کره جنوبی (KOR)          | ۷۶  | ۶۵   | ۹۱   | ۲۳۲   |
| ۳               | ژاپن (JPN)               | ۴۸  | ۷۴   | ۹۴   | ۲۱۶   |
| ۴               | ایران (IRI)              | ۲۰  | ۱۵   | ۲۴   | ۵۹    |
| ۵               | قزاقستان (KAZ)           | ۱۸  | ۲۳   | ۳۸   | ۷۹    |
| ۶               | هند (IND)                | ۱۴  | ۱۷   | ۳۴   | ۶۵    |
| ۷               | چین تایپه (TPE)          | ۱۳  | ۱۶   | ۳۸   | ۶۷    |
| ۸               | ازبکستان (UZB)           | ۱۱  | ۲۲   | ۲۳   | ۵۶    |
| ۹               | تایلند (THA)             | ۱۱  | ۹    | ۳۲   | ۵۲    |
| ۱۰              | مالزی (MAS)              | ۹   | ۱۸   | ۱۴   | ۴۱    |
| ۱۱              | هنگ کنگ (HKG)            | ۸   | ۱۵   | ۱۷   | ۴۰    |
| ۱۲              | کره شمالی (PRK)          | ۶   | ۱۰   | ۲۰   | ۳۶    |
| ۱۳              | عربستان سعودی (KSA)      | ۵   | ۳    | ۵    | ۱۳    |
| ۱۴              | بحرین (BRN)              | ۵   | ۰    | ۴    | ۹     |
| ۱۵              | اندونزی (INA)            | ۴   | ۹    | ۱۳   | ۲۶    |
| ۱۶              | سنگاپور (SGP)            | ۴   | ۷    | ۶    | ۱۷    |
| ۱۷              | ورزشکارانی از کویت (IOC) | ۴   | ۶    | ۱    | ۱۱    |
| ۱۸              | قطر (QAT)                | ۴   | ۴    | ۷    | ۱۵    |
| ۱۹              | فیلیپین (PHI)            | ۳   | ۴    | ۹    | ۱۶    |
| ۲۰              | پاکستان (PAK)            | ۳   | ۲    | ۳    | ۸     |
| ۲۱              | مغولستان (MGL)           | ۲   | ۵    | ۹    | ۱۶    |
| ۲۲              | میانمار (MYA)            | ۲   | ۵    | ۳    | ۱۰    |
| ۲۳              | اردن (JOR)               | ۲   | ۲    | ۲    | ۶     |
| ۲۴              | ویتنام (VIE)             | ۱   | ۱۷   | ۱۵   | ۳۳    |
| ۲۵              | قرقیزستان (KGZ)          | ۱   | ۲    | ۲    | ۵     |
| ۲۶              | ماکائو (MAC)             | ۱   | ۱    | ۴    | ۶     |
| ۲۷              | بنگلادش (BAN)            | ۱   | ۱    | ۱    | ۳     |
| ۲۸              | تاجیکستان (TJK)          | ۱   | ۰    | ۳    | ۴     |
| ۲۹              | سوریه (SYR)              | ۱   | ۰    | ۱    | ۲     |
| ۳۰              | امارات متحده عربی (UAE)  | ۰   | ۴    | ۱    | ۵     |
| ۳۱              | افغانستان (AFG)          | ۰   | ۲    | ۱    | ۳     |
| ۳۲              | عراق (IRQ)               | ۰   | ۱    | ۲    | ۳     |
| ۳۲              | لبنان (LBN)              | ۰   | ۱    | ۲    | ۳     |
| ۳۴              | لائوس (LAO)              | ۰   | ۰    | ۲    | ۲     |
| ۳۵              | عمان (OMA)               | ۰   | ۰    | ۱    | ۱     |
| ۳۵              | نپال (NEP)               | ۰   | ۰    | ۱    | ۱     |
| مجموع (۳۶ کشور) | مجموع (۳۶ کشور)          | ۴۷۷ | ۴۷۹  | ۶۲۱  | ۱۵۷۷  |